# Tiffani Thiessen
Tiffany Amber „Tiff” Thiessen (ur. 23 stycznia 1974 w Long Beach) – amerykańska aktorka, reżyserka i modelka. Występowała w roli Kelly Kapowski w Byle do dzwonka (Saved By The Bell, 1993-1994), Valerie Malone w Beverly Hills, 90210 (1994-1998) i Elizabeth Burke w Białe kołnierzyki (White Collar, 2009-2014).

## Życiorys

### Wczesne lata
Urodziła się i dorastała w Long Beach w Kalifornii w rodzinie rzymskokatolickiej jako córka Robyn (z domu Ernest) i Franka Thiessena, projektanta parków i architekta krajobrazu. Jej rodzina była pochodzenia walijskiego, niemieckiego, greckiego i tureckiego. Wychowywała się z dwoma braćmi, Toddem (ur. 1968) i Schuylerem (ur. 1977). Uczęszczała do Marshall Junior High School w Long Beach. W 1992 ukończyła Valley Professional High School w Studio City w Los Angeles jako absolwentka z najlepszymi ocenami.

### Kariera
Kiedy Tiffani miała osiem lat, jej wujek Roger Ernest zasugerował jej, by spróbowała swoich sił w aktorstwie i jako modelka. W 1987, w wieku trzynastu lat została wybrana Miss Junior America. W 1988 wraz z inną dziewczyną, Tiffany Weber, otrzymała tytuł „Poszukiwanej świetnej modelki” magazynu „Teen Magazine”. W 1989 została uznana za modelkę roku magazynu „Cover Girl”.
Po raz pierwszy pojawiła się w reklamie telewizyjnej lalki Barbie. Wkrótce przez pięć lat grała postać popularnej cheerleaderki Kelly Kapowski w serialu młodzieżowym NBC Byle do dzwonka (Saved By The Bell, 1993-1994), za którą była trzykrotnie nominowana do Young Artist Award. Od roku 1994 miała zupełnie nowy wygląd, w tym krótsze włosy i implanty piersi. Następnie dostała rolę Valerie Malone w serialu dla młodzieży FOX Beverly Hills, 90210 (1994-1998). Tym razem zagrała przebiegłą szantażystkę, która bezwzględnie dążyła do spełnienia własnych celów. Postać Valerie Malone spała z każdym mężczyzną w serialu i stała się rywalką każdej kobiety. Wystąpiła w niewielkiej roli w komedii Szalony zięć (Son in Law, 1993) u boku Pauly’ego Shore’a. Kilka razy pozowała nago i była na okładkach magazynów „FHM”, „Maximal” i „Sleuth”.
Wzięła udział w teledysku zespołu Vertical Horizon do utworu „You’re a God” (2000). Zaproponowano jej rolę Prudence Halliwell w Czarodziejkach, aby zastąpić Shannen Doherty, ale ją odrzuciła. W 2003 za rolę Wilhelminy „Billie” Chambers w serialu sensacyjnym Fox Gliniarze bez odznak (Fastlane, 2002-2003) zdobyła nominację do Teen Choice Awards w kategorii najlepsza aktorka w serialu lub miniserialu. W 2005 zadebiutowała jako reżyserka filmu krótkometrażowego Just Pray z udziałem Janel Moloney i Constance Zimmer. Grała rolę Elizabeth Burke w serialu kryminalnym USA Network Białe kołnierzyki (White Collar, 2009-2014).
W latach 2014-2017 prowadziła autorski kulinarny program Dinner at Tiffani’s na kanale Cooking Channel.

## Życie prywatne
W 1989 romansowała z Markiem-Paulem Gosselaarem. Od 1991 do listopada 1993 była w związku z aktorem Mario Lopezem. Od lutego 1992 do grudnia 1995 była związana z aktorem Brianem Austinem Greenem. Od listopada 1998 do marca 1999 jej chłopakiem był David Strickland. Od stycznia 2000 do kwietnia 2003 spotykała się z Richardem Ruccolo.
W listopadzie 2003 poznała aktora Brady’ego Smitha, za którego wyszła za mąż 9 lipca 2005. Mają córkę Harper Renn (ur. 15 czerwca 2010) i syna Holta Fishera (ur. 1 lipca 2015).

## Filmografia
- Wirus zagłady jako Kayla Martin
- Czas na Briana jako Natasha Drew
- Dzień dobry, Miami jako Victoria Hill
- Gliniarze bez odznak jako Wilhelmina 'Billie' Chambers
- Koniec z Hollywood jako Sharon Bates
- Oni, ona i pizzeria jako Marti
- Zalotnik w akcji jako Honey DeLune
- Piszcz, jeśli wiesz co zrobiłem w ostatni piątek trzynastego jako Hagitha Utslay
- Ta przebrzydła miłość jako Rebecca Melini
- Beverly Hills, 90210 jako Valerie Malone
- Byle do dzwonka: ślub w Las Vegas jako Kelly Kapowski
- Szalony zięć jako Tracy
- Byle do dzwonka: Lata w college’u jako Kelly Kapowski
- Szkoła urwisów – Hawajska przygoda jako Kelly Kapowski
- Byle do dzwonka jako Kelly Kapowski
- Zabójcza przyjaźń jako Jenny Monroe
- Białe kołnierzyki jako Elizabeth Burke